# Rockstar Leeds
Rockstar Leeds Limited (fostul Möbius Entertainment Limited) este un dezvoltator de jocuri video și un studio al Rockstar Games cu sediul în Leeds. Ian J. Bowden, Dave Box, Gordon Hall și Jason McGann au fondat compania ca Möbius Entertainment în decembrie 1997 după ce au lucrat împreună la Hookstone. Möbius a lucrat cu SCi la două jocuri: Alfred's Adventure, un remake al Alfred Chicken și jocul anulat Titanium Angels. Începând din 2001, studioul a creat jocuri Game Boy Advance pentru mai mulți edituri, inclusiv multiple pentru The 3DO Company și Max Payne pentru Rockstar Games.
Până când PlayStation Portable a fost anunțat, Möbius a dezvoltat un motor grafic care a vizat specificații tehnice similare. Aceasta a atras mai multe părți interesate în achiziționarea studioului, inclusiv Rockstar Games. Compania părinte a editorului, Take-Two Interactive, a achiziționat Möbius în martie 2004 și l-a integrat în Rockstar Games ca Rockstar Leeds. Apoi după aceea, studioul a creat o mulțime de jocuri PlayStation Portable, inclusiv jocurile originale Grand Theft Auto: Liberty City Stories, Grand Theft Auto: Vice City Stories, Grand Theft Auto: Chinatown Wars și Beaterator, și de asemenea porturile pentru Midnight Club 3: Dub Edition, The Warriors și Manhunt 2.

## Istoria

### Mobius Entertainment
Mobius Entertainment a fost fondată în 1997 de către Gordon Hall, Jason McGann, Dave Box, Ian Bowden și Justin Johnson.  Acesta a fost localizată într-o biserică transformată în secolul 18 în Pudsey domeniul Leeds.
Până în 2004, studioul a fost responsabil pentru diverse titluri, inclusiv Game Boy versiune avansată a  Max Payne publicat în 2003 de către Rockstar Games.

### Rockstar Leeds
În aprilie 2004, compania a fost achiziționată de către Rockstar Games și redenumită Rockstar Leeds.  La sfârșitul anului 2005, după lansarea Grand Theft Auto: Liberty City Stories , studioul s-a mutat în parcul de birouri City West.

## Listă de jocuri video

### Ca Möbius Entertainment
| An   | Titlu                                      | Platform(e)      | Editor(i)                   | Note                       |
| ---- | ------------------------------------------ | ---------------- | --------------------------- | -------------------------- |
| 2000 | Alfred's Adventure                         | Game Boy Color   | SCi                         |                            |
| 2001 | High Heat Major League Baseball 2002       | Game Boy Advance | The 3DO Company             |                            |
| 2002 | High Heat Major League Baseball 2003       | Game Boy Advance | The 3DO Company             |                            |
| 2002 | Alfred Chicken                             | PlayStation      | Sony Computer Entertainment |                            |
| 2002 | Army Men: Turf Wars                        | Game Boy Advance | The 3DO Company             |                            |
| 2003 | Drome Racers                               | Game Boy Advance | THQ                         |                            |
| 2003 | Bionicle                                   | Game Boy Advance | THQ                         |                            |
| 2003 | Barbie Horse Adventures: Blue Ribbon Race  | Game Boy Advance | Vivendi Universal Games     | Codezvoltat cu Blitz Games |
| 2003 | Barbie Horse Adventures: Wild Horse Rescue | Game Boy Advance | Vivendi Universal Games     | Codezvoltat cu Blitz Games |
| 2003 | Pop Idol                                   | Game Boy Advance | Codemasters                 |                            |
| 2003 | Max Payne                                  | Game Boy Advance | Rockstar Games              |                            |
| 2004 | A Sound of Thunder                         | Game Boy Advance | BAM! Entertainment          |                            |

### Ca Rockstar Leeds
| An   | Titlu                                  | Platform(e)                                                                               | Editor(i)      | Note                                                                       |
| ---- | -------------------------------------- | ----------------------------------------------------------------------------------------- | -------------- | -------------------------------------------------------------------------- |
| 2005 | Midnight Club 3: Dub Edition           | PlayStation Portable                                                                      | Rockstar Games | Dezvoltare de port                                                         |
| 2005 | Grand Theft Auto: Liberty City Stories | Android, Fire OS, iOS, PlayStation 2, PlayStation Portable                                | Rockstar Games | Codezvoltat cu Rockstar North                                              |
| 2006 | Grand Theft Auto: Vice City Stories    | PlayStation 2, PlayStation Portable                                                       | Rockstar Games | Codezvoltat cu Rockstar North                                              |
| 2007 | The Warriors                           | PlayStation Portable                                                                      | Rockstar Games | Dezvoltare de port                                                         |
| 2007 | Rockstar Games Presents Table Tennis   | Wii                                                                                       | Rockstar Games | Dezvoltare de port                                                         |
| 2007 | Manhunt 2                              | PlayStation Portable                                                                      | Rockstar Games | Dezvoltare de port                                                         |
| 2009 | Grand Theft Auto: Chinatown Wars       | Android, Fire OS, iOS, Nintendo DS, PlayStation Portable                                  | Rockstar Games | Codezvoltat cu Rockstar North                                              |
| 2009 | Beaterator                             | iOS, PlayStation Portable                                                                 | Rockstar Games |                                                                            |
| 2010 | Red Dead Redemption                    | Nintendo Switch, PlayStation 3, PlayStation 4, Windows, Xbox 360                          | Rockstar Games | Dezvoltare de sprijin pentru Rockstar San Diego                            |
| 2011 | L.A. Noire                             | Nintendo Switch, PlayStation 3, PlayStation 4, Windows, Xbox 360, Xbox One                | Rockstar Games | Dezvoltare de sprijin pentru Team Bondi; de asemenea portat pentru Windows |
| 2012 | Max Payne 3                            | macOS, PlayStation 3, Windows, Xbox 360                                                   | Rockstar Games | Dezvoltat ca parte a Rockstar Studios                                      |
| 2013 | Grand Theft Auto V                     | PlayStation 3, PlayStation 4, PlayStation 5, Windows, Xbox 360, Xbox One, Xbox Series X/S | Rockstar Games | Dezvoltare de sprijin pentru Rockstar North                                |
| 2018 | Red Dead Redemption 2                  | PlayStation 4, Stadia, Windows, Xbox One                                                  | Rockstar Games | Dezvoltat ca parte a Rockstar Games                                        |

### Anulate
- Titanium Angels[1]
- Necroscope[2]